# Scatophila pulchra
Scatophila pulchra is een vliegensoort uit de familie van de oevervliegen (Ephydridae). De wetenschappelijke naam van de soort is voor het eerst geldig gepubliceerd in 1954 door Sturtevant and Wheeler.